# Architektura baroku

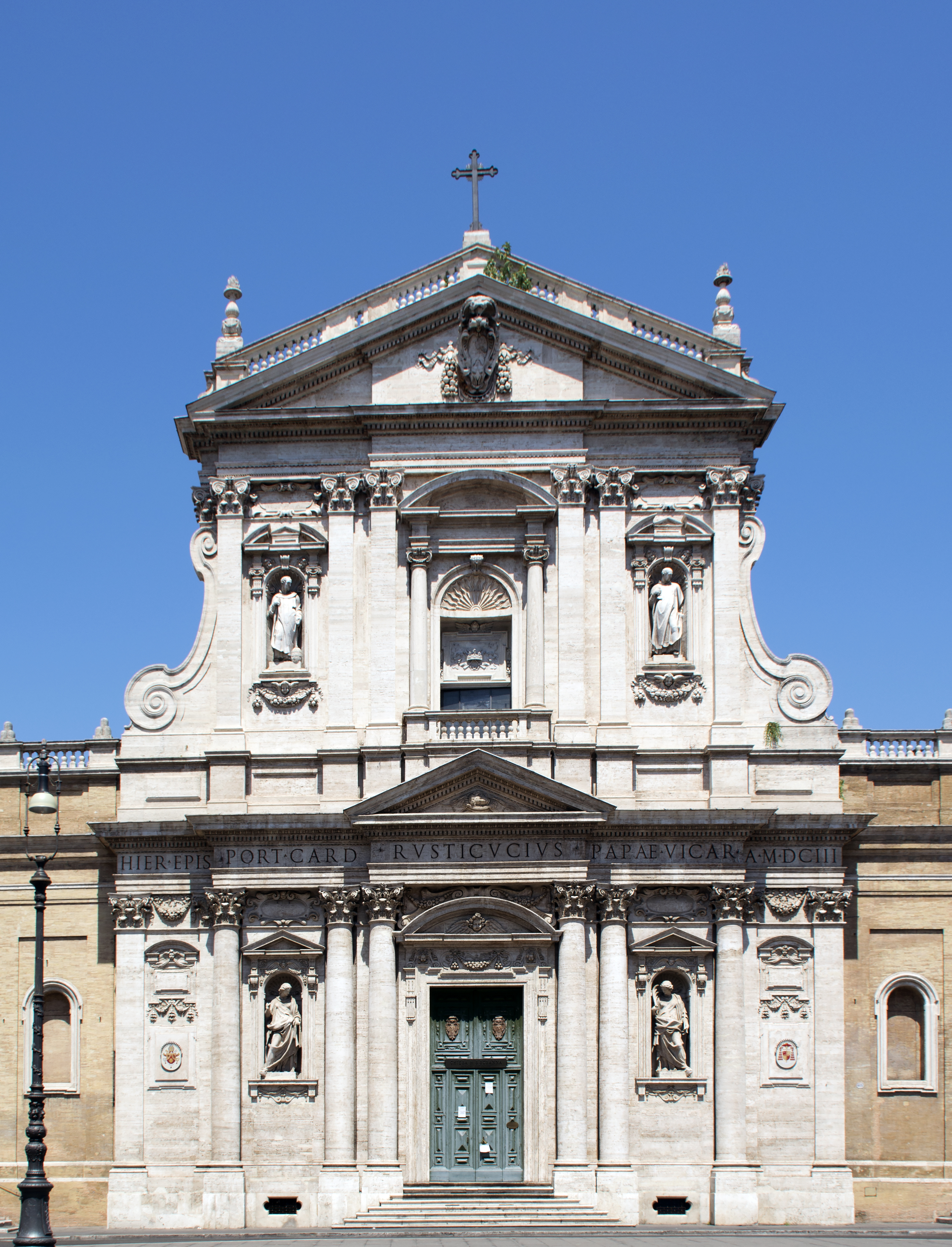
Fasada kościoła Santa Susanna w Rzymie, projekt Carlo Maderna

Kościół Santa Maria della Salute w Wenecji, projekt Baldassare Longhena

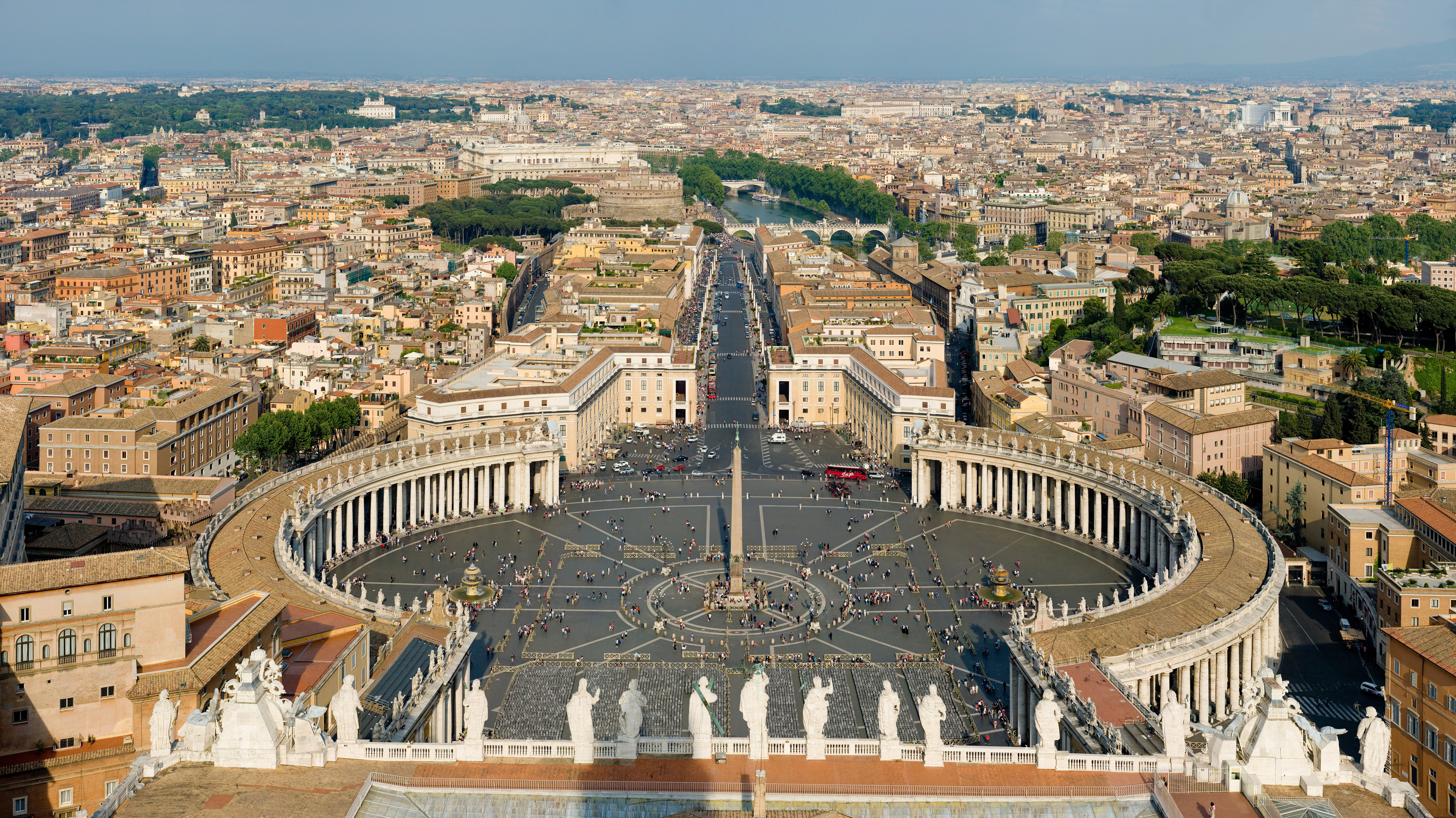
Plac św. Piotra, projekt Berniniego

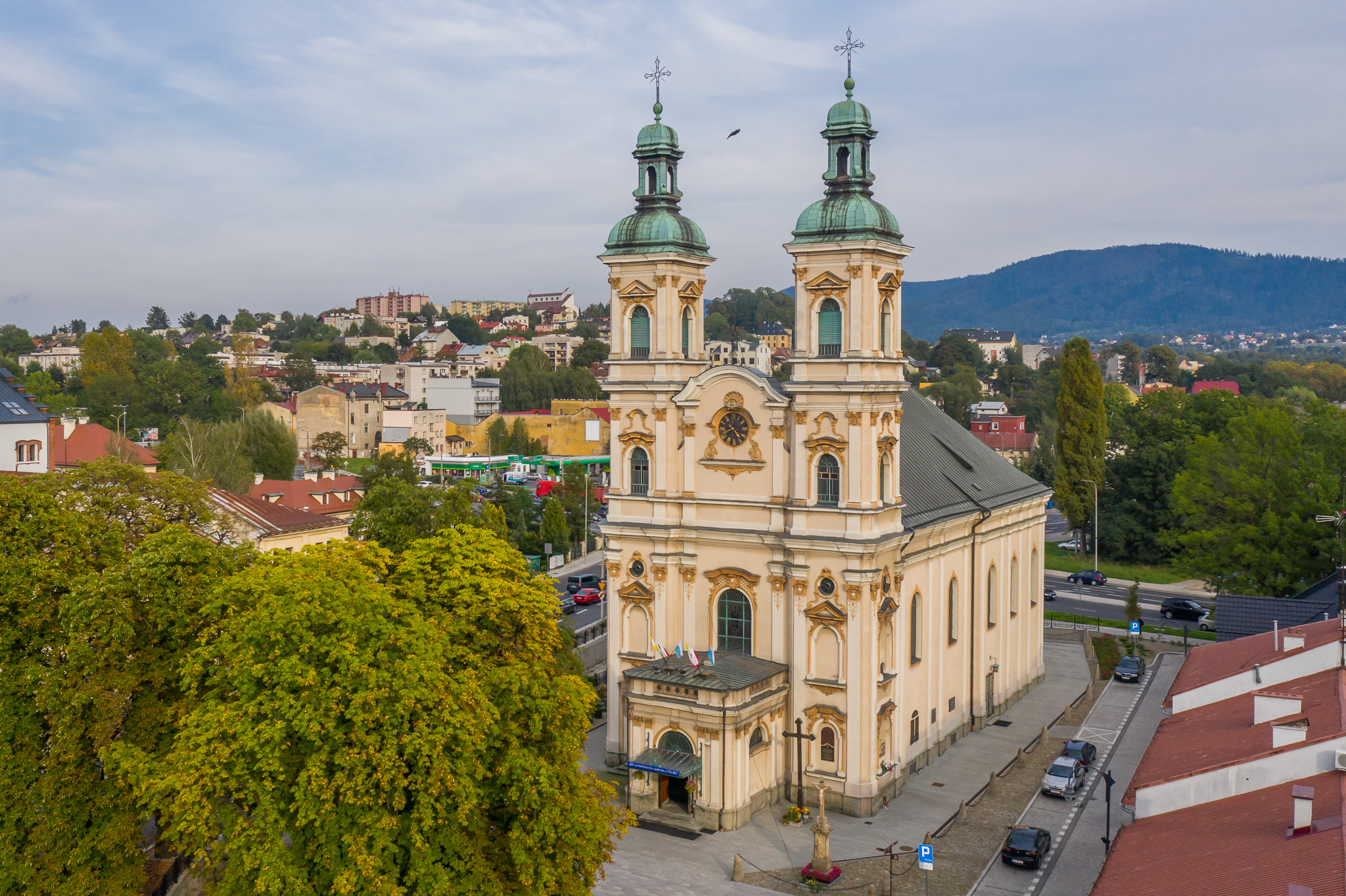
Późnobarokowy Kościół Opatrzności Bożej w Bielsku-Białej

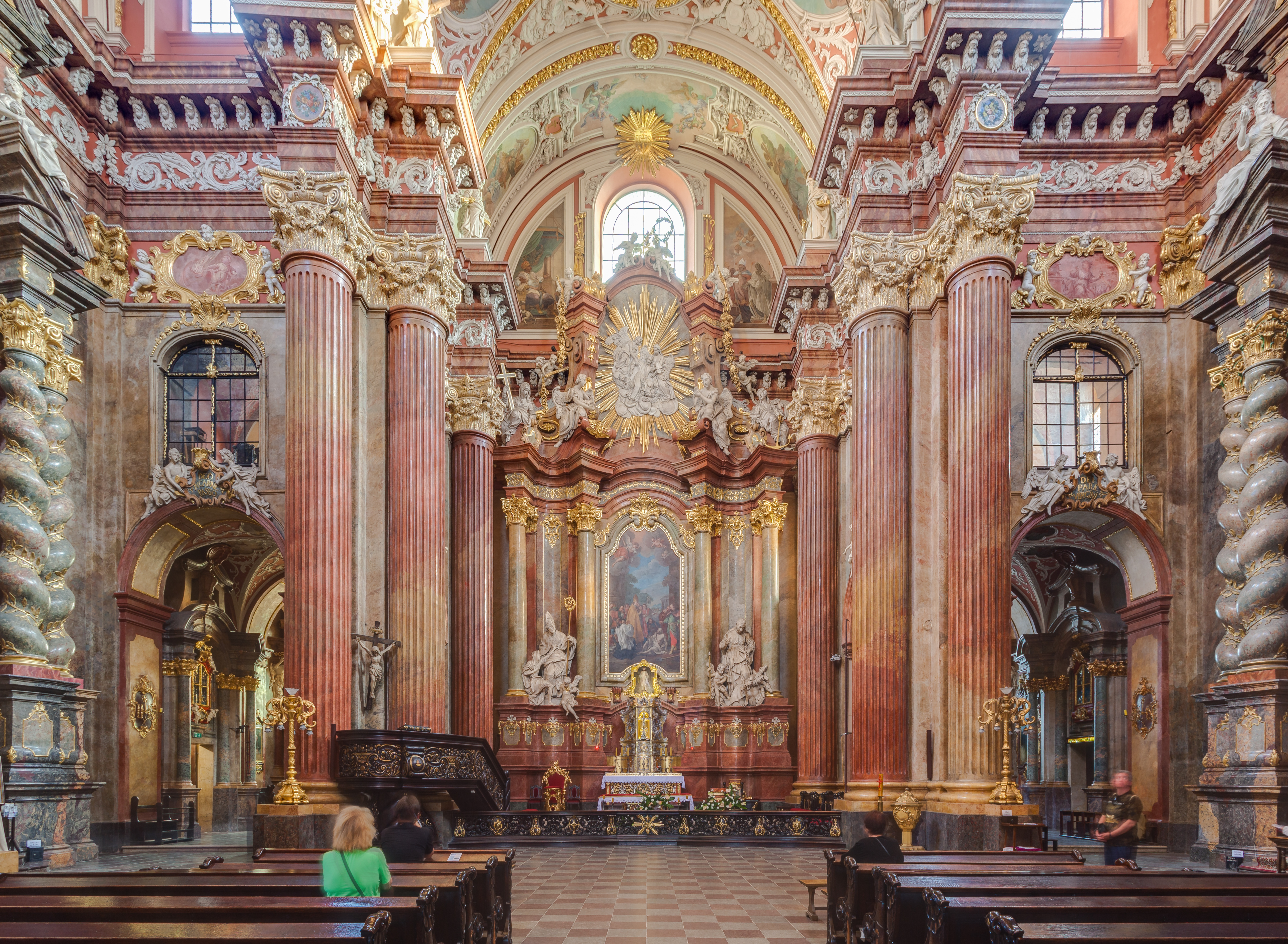
Wnętrze poznańskiej fary

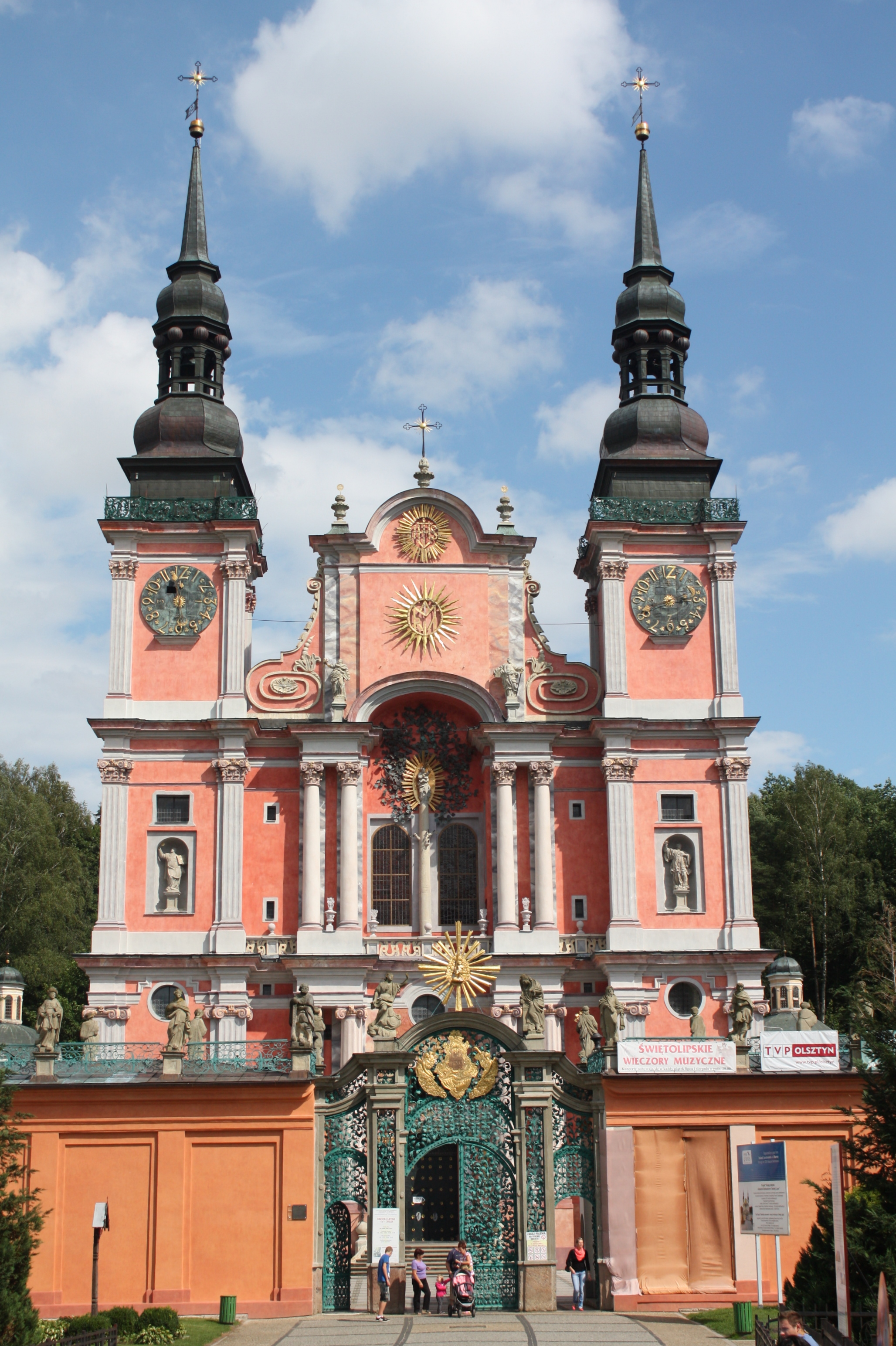
Święta Lipka

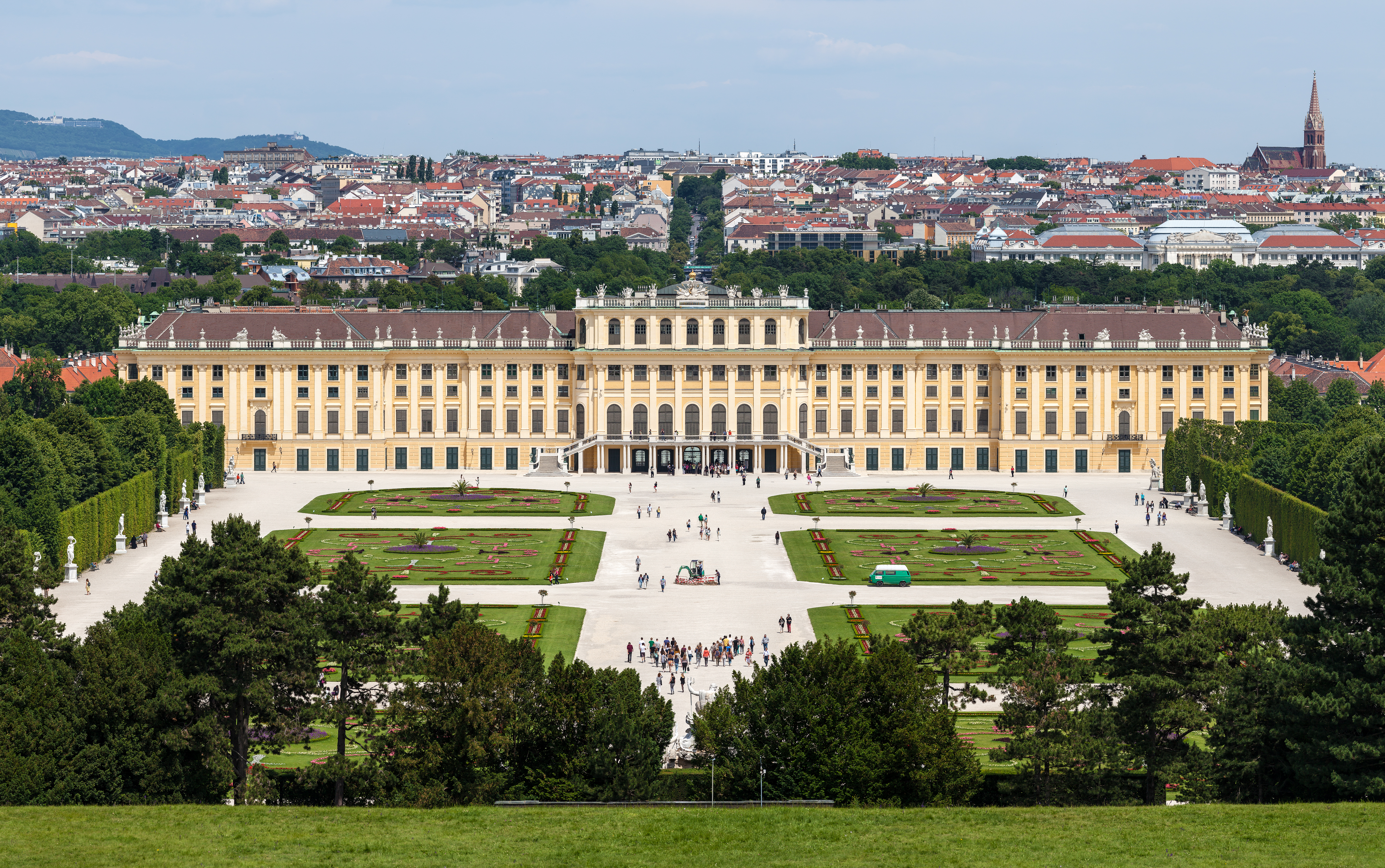
Schönbrunn, projekt Fischera von Erlacha

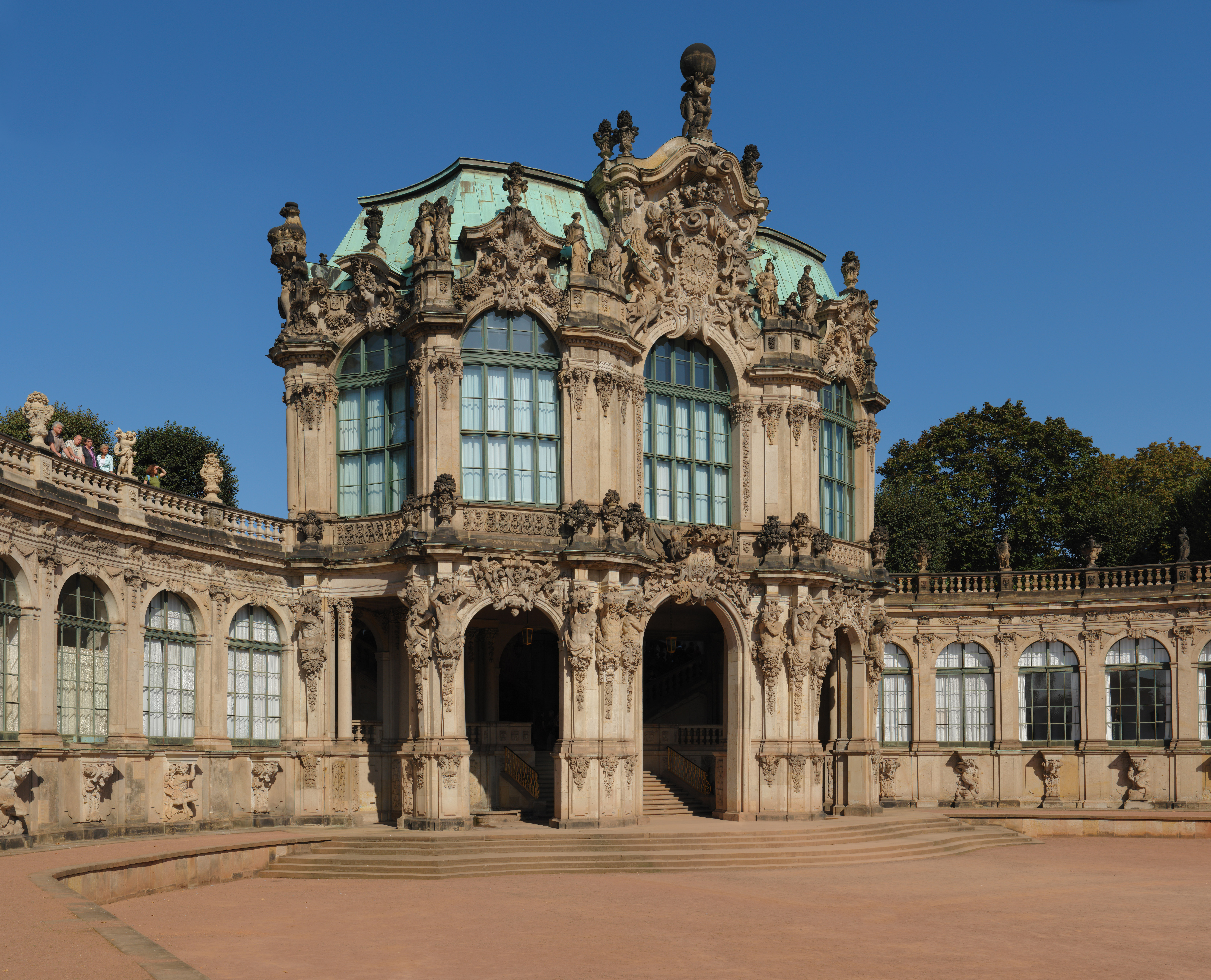
Zwinger, projekt Pöppelmanna

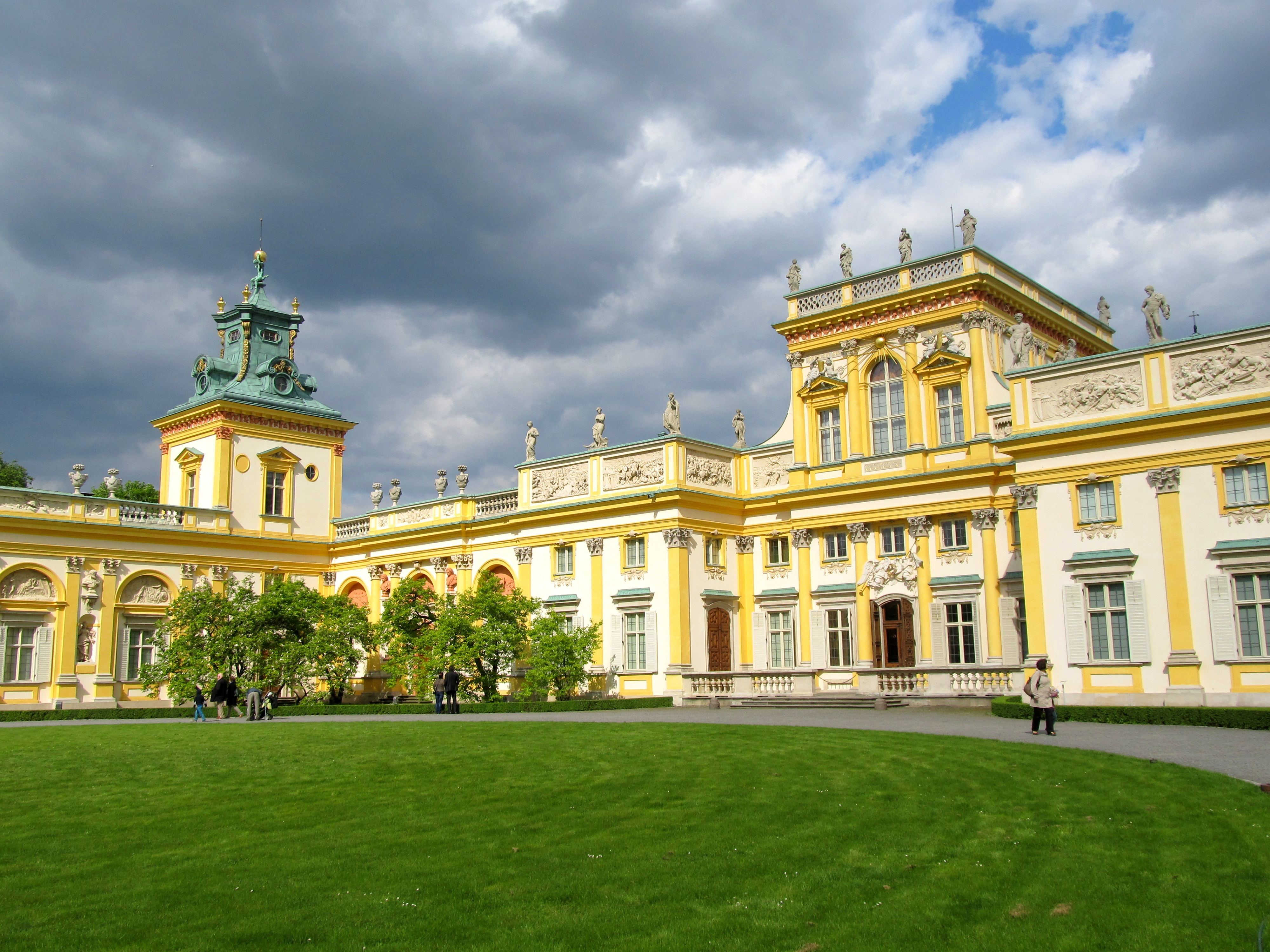
Pałac w Wilanowie, projekt Augustyna Wincentego Locciego

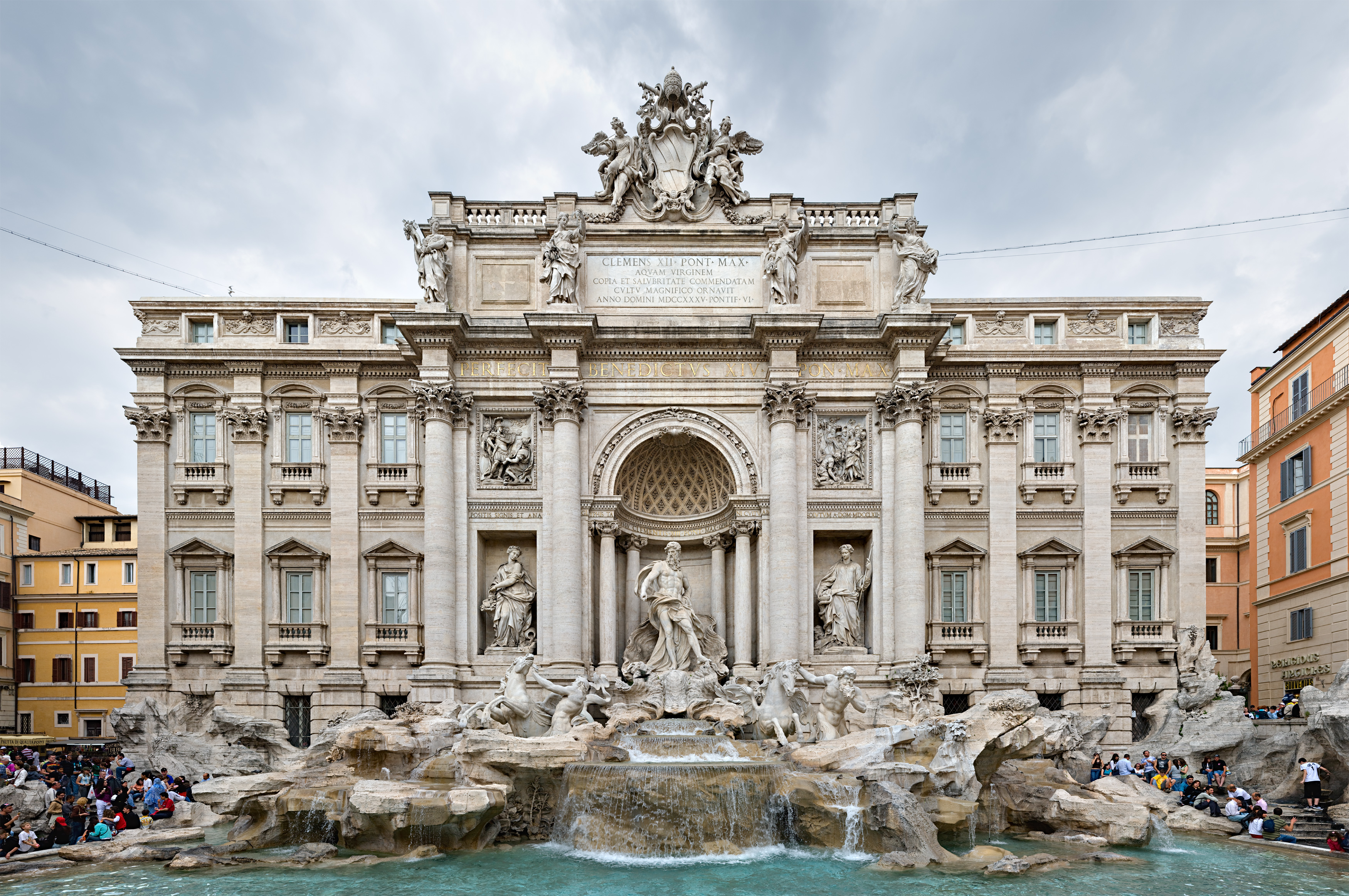
Fontanna di Trevi

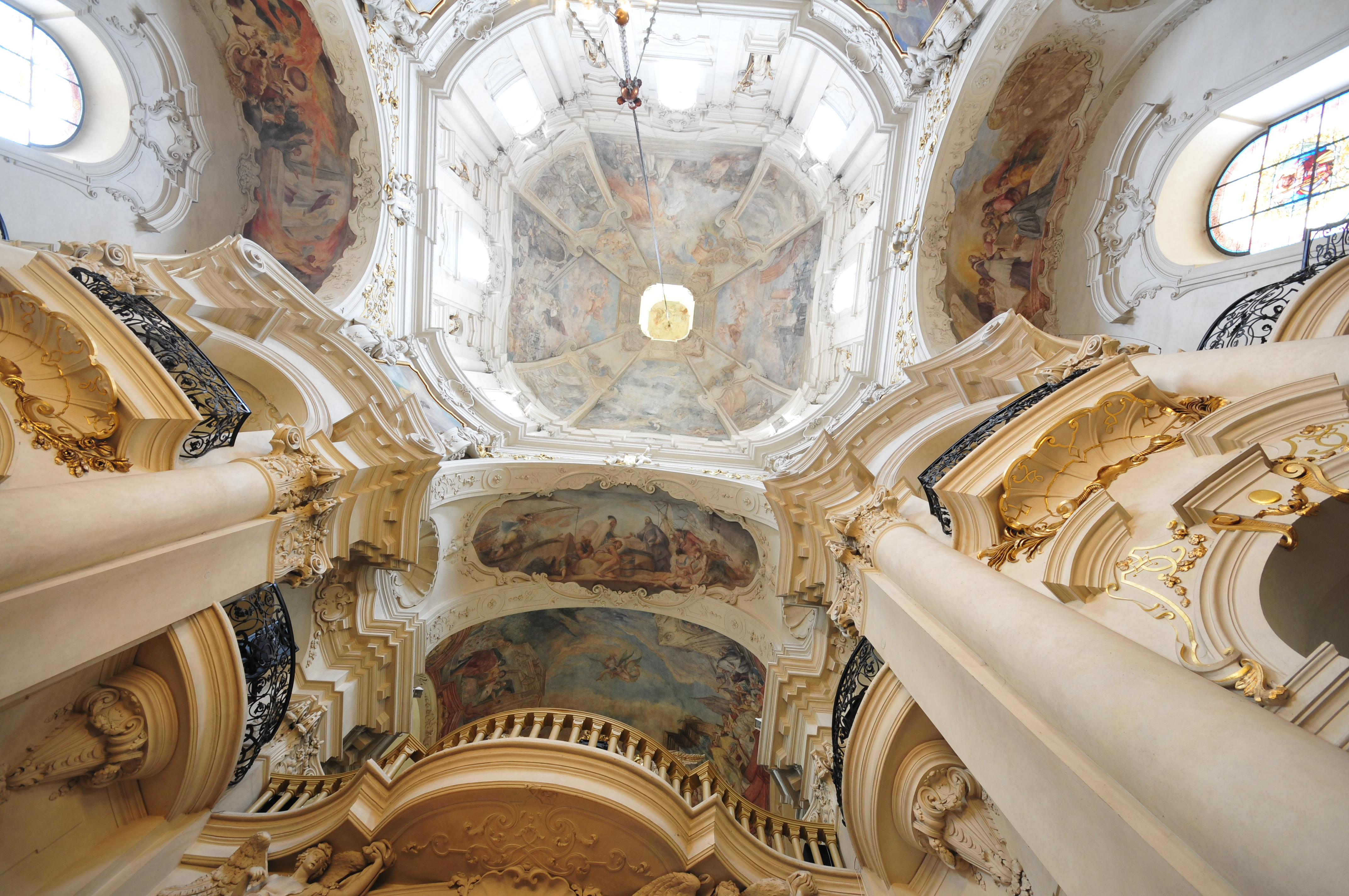
Sklepienie kościoła św. Mikołaja w Pradze, projekt Dientzenhofera

Architektura baroku – styl w architekturze nowożytnej następujący po renesansie. Kierunek ukształtował się w Rzymie z odmiany późnego renesansu nazywanej stylem dekoracyjnym (tzw. barok rzymski). Umowny czas trwania baroku to okres od połowy XVI wieku do połowy XVIII wieku, a wyodrębniony został w latach późniejszych, bowiem twórcy żyjący w tym okresie uważali się raczej za kontynuatorów renesansu.
Styl barokowy różni się w zależności od kraju. Barok w krajach, w których zwyciężyła kontrreformacja, postrzegany jest jako wyraz triumfu katolicyzmu. Inaczej kształtowane są dzieła w krajach protestanckich, w których, przynajmniej w początkowym okresie, było negowane wszystko co rzymskie. Jednak zawsze jest to styl radosny. W państwach katolickich radość ta wyrażana jest obfitością nagromadzonych form materialnych, a w protestanckich poprzez zwrócenie się ku wnętrzu, wyciszenie i intymność życia. Mentalności północy bardziej odpowiadały spokojne, palladiańskie formy.
Barok doczekał się wielu sprzecznych opinii. W XIX wieku historycy niemieccy i angielscy określili go mianem „zepsutego renesansu”. Jednocześnie nie brak zwolenników tej epoki uznających powstałe w tym czasie dzieła za najpiękniejsze. Do rehabilitacji baroku jako pierwsi przyczynili się historycy sztuki żyjący na przełomie XIX i XX wieku: Cornelius Gurlitt oraz Heinrich Wölfflin. Barok może, ale nie musi budzić zachwytu. Jest to styl pozostający w ścisłej zależności z mentalnością swoich czasów.

## Nazwa
Zachodzące na przełomie XVI i XVII wieku przemiany w architekturze ewoluowały w kierunku powstania stylu cechującego się monumentalizmem i dynamiką, kontrastem zestawień form pogłębionym efektami światłocienia i bogatą ornamentyką. Kierunek ten, podobnie jak cała epoka, zostały nazwane barokiem. Geneza tego słowa nie została do końca wyjaśniona. W XVII wieku termin ten oznaczał oryginalność, nieregularność i fantazyjność form, która pojawiła się w sztuce. Nazwa często jest wywodzona z włoskiego barocco lub z portugalskiego terminu barucca określającego nieregularną perłę.

## Tło historyczne
Barok to okres rozwoju nauk, zarówno humanistycznych, jak i ścisłych. W tym czasie żyli: Galileusz, Pascal, Newton, Gottfried Wilhelm Leibniz, Kartezjusz. Przeobrażenia dotyczą również struktur społecznych, a zwłaszcza klasy mieszczańskiej, która bogaci się i umacnia swoją pozycję. W wielu państwach widoczne są tendencje władców do utworzenia monarchii absolutnych. Najskuteczniejsza w tej kwestii okazała się Francja.
Zarysowany w okresie reformacji podział Europy nie dla wszystkich państw okazał się trwały. Przy katolicyzmie pozostały Włochy, Hiszpania, Portugalia i Polska. Protestantyzm ugruntował się w Skandynawii i północnych Niderlandach. Od władzy papieskiej uwalnia się Anglia. Pozostałe państwa Europy przeżywają okres wojen religijnych, w wyniku których katolicka pozostaje Francja a w Niemczech umacnia się podział na protestancką północ i katolickie południe. Kościół katolicki po reformach zapoczątkowanych na soborze trydenckim odradza się i stopniowo wyrasta na potęgę. Powstaje zakon jezuicki, którego obecność i działalność w wielu krajach Europy oraz w Ameryce przyczyniła się do upowszechnienia baroku.

## Historia
Pierwszych przesłanek baroku można doszukać się już w dziełach Michała Anioła. Ten mistrz renesansu jako pierwszy wprowadził do architektury elementy dynamiczne. Poprzez podzielenie płaszczyzn wielostopniowymi pilastrami, gzymsami, niszami, zastosowanie materiałów w kontrastowych kolorach uzyskuje wrażenie ożywienia wnętrza. Światło oświetlające fragmenty płaszczyzn, sąsiadujące z nimi zacienione elementy detali potęgują wrażenie nieustannego ruchu. Podobne rozwiązania są widoczne w dziełach Bartolomeo Ammanati, Giorgio Vasari, Bernardo Buontalenti i Galeazzo Alessi. Do twórców uznawanych za artystów baroku, jako pierwszych zalicza się uczniów Michała Anioła i jego współpracowników, którzy po śmierci mistrza wspólnie ukończyli budowę kopuły bazyliki św. Piotra – Giacomo della Porta i Domenico Fontana.
Giacomo della Porta, po śmierci Vignoli przeprojektował fasadę i ukończył kościół Il Gesù w Rzymie. Świątynia zbudowana w okresie kontrreformacji, na zamówienie jezuitów, stała się wzorcem dla wielu kościołów budowanych w okresie baroku. Projekt kościoła Il Gesù, jednonawowy z sześcioma parami bocznych kaplic zamiast naw bocznych, z mocno skróconym transeptem i płytszym prezbiterium zakończonym półkolistą absydą. Nad przecięciem się transeptu i nawy zaprojektowano kopułę wspartą na żaglach. Całość tworzy zwarte, przestronne wnętrze. Kościół Il Gesù należy do okresu przejściowego pomiędzy renesansem a barokiem. Bryła kościoła została zaprojektowana i zrealizowana pod koniec renesansu a jego dwukondygnacyjna elewacja to początki baroku.
Domenico Fontana zapoczątkował nowe podejście do urbanistyki. Już w okresie renesansu można zauważyć pojedyncze projekty rozwiązujące obszar w pobliżu dzieł architektonicznych lub próby wkomponowania budynku w otoczenie. Jednak w okresie baroku widoczne jest podejście do tego zagadnienia na szerszą skalę. Przebudowa Rzymu zrealizowana zgodnie z projektem Fontany zmieniła otoczenie kościoła Santa Maria Maggiore. Odchodzące od bazyliki ulice rozchodzą się promieniście, a każda z nich zostaje optycznie zamknięta kościołem lub obeliskiem.
Okres przejściowy trwa w Rzymie do końca XVI wieku. Kolejny wiek to czas rozkwitu baroku. Do czołowych przedstawicieli tego okresu należą Francesco Borromini i Giovanni Lorenzo Bernini. W pierwszej połowie XVIII wieku barok współistnieje z pokrewnym mu rokoko. Jednocześnie pojawia się nowy styl – klasycyzm.

## Charakterystyka stylu
Barok, podobnie jak renesans, opiera się na wzorach architektury klasycznej, architekci nadal korzystają z prac Vignoli. Jednak sposób korzystania z tych samych elementów jest inny. W starożytności i renesansie poszczególne formy zestawiano ze sobą zachowując umiar i dążąc do harmonijnej, spokojnej kompozycji. Barok te same elementy przeciwstawia sobie, wprowadzając wrażenie ruchu i niepokoju. Kompozycje są dynamiczne, ukształtowane rzeźbiarsko, teatralnie. Podobnie kształtowane są wnętrza o rozczłonkowanych płaszczyznach, wzbogacone rzeźbiarsko-malarskim wystrojem.
Monumentalizm budowli uwydatnia się poprzez zastosowanie kolumn i pilastrów obejmujących kilka kondygnacji (wielki porządek). Dynamizm dzieł podkreślają kompozycje złożone z napiętych linii o kształcie łuku, często przerwanych, zwielokrotnione pilastry i gzymsy, które przyjmują formę dekoracyjnej wstęgi. Często występują kolumny o skręconym trzonie lub tzw. zbrojone, czyli o trzonie złożonym z wielu pierścieni o dwóch, różnych średnicach. Z czasem na zwojach trzonu dochodzi dodatkowy element zdobniczy w postaci rzędu perełek lub oplatającej je wici roślinnej. Obramowania drzwi i okien są wyraźnie podkreślone. Bardzo ważną rolę odgrywa dekoracja rzeźbiarska w postaci kartuszy, girland, festonów, a nawet pełnej rzeźby. Postacie przedstawiane są zawsze w ruchu, dramatycznych pozach podkreślonych rozwianymi szatami, gestem. Wystrój uzupełniony jest zazwyczaj białą sztukaterią, którą niekiedy fragmentarycznie złocono. Sztukaterię stosowano w postaci odlewanych lub ciągnionych dekoracji rzeźbiarskich. W architekturze barokowej próbowano połączyć wszystkie znane wówczas osiągnięcia.
Popularnym materiałem zdobniczym był stiuk, czyli gips lub wapień z dodatkiem sproszkowanego marmuru, zazwyczaj barwiony w masie i wypolerowany do połysku. Stiuk po stwardnieniu doskonale imituje znacznie droższy od niego marmur. Dekorację uzupełniają malowidła. Zastosowanie iluzji malarskiej, zwłaszcza na sklepieniach, ma na celu zatarcie granicy pomiędzy rzeczywistością a jej wyobrażeniem. Skrajne obszary płaszczyzn pokrywane bywają namalowaną architekturą, która optycznie przedłuża rzeczywistość. Nad postaciami, które sprawiają wrażenie zawieszonych w przestrzeni, malowany jest błękit nieba o nieskończonej głębi. Całość stwarza złudzenie odmaterializowania, niwelacji ciężaru sklepienia.
Twórcy baroku, korzystając z doświadczeń przodków, próbowali przekroczyć granice osiągnięć swoich poprzedników. Jest to styl, w którym próbowano połączyć w jedno różne formy sztuki: architekturę, rzeźbę, malarstwo, muzykę. Teatralnym dopełnieniem architektury świeckiej był rozbudowany ceremoniał dworski, a architektury sakralnej – wspaniałość liturgii, której towarzyszyła bogata scenografia – przepych szat, ołtarzy, prospektów organowych, uroczyste procesje, koronacje obrazów, a nawet teatralne odtwarzanie obrazów w formie misteriów. Wyszukanym gestom towarzyszyły wypowiedzi przepełnione figuralnymi zwrotami, przenośniami. Z tej teatralizacji wywodzą się liczne budowle odtwarzające miejsca święte (np. Kalwaria Zebrzydowska) i rozwój urbanistyki podporządkowujący organizacji uroczystości kompozycję przestrzeni otaczającej rezydencje, kościoły.

### Architektura sakralna
W budownictwie sakralnym występują znane z wcześniejszych epok rozwiązania. Budowane są kościoły podłużne, na planie prostokąta (w tym także z nawą poprzeczną na planie krzyża łacińskiego) oraz budowle centralne, na planie koła, wieloboku, krzyża greckiego. Pojawiły się i stały się popularne rzuty poziome oparte na elipsie. W konsekwencji występują sklepienia i kopuły elipsoidalne. Także łuki sklepień klasztornych, kolebkowych, krzyżowych, nieckowych oraz lunet oparte są na krzywej eliptycznej. Elementem dominującym zazwyczaj są wysokie, oparte na bębnie kopuły, zwieńczone wysokimi latarniami, które przykrywa się ozdobnymi hełmami. Elewacje kościołów, na ogół dwukondygnacyjne, o płaszczyznach podzielonych zwielokrotnionymi gzymsami, pilastrami. Zdobione pełnymi rzeźbami umieszczonymi w niszach, zwieńczone tympanonami o liniach prostych lub łukowych i esownicami łagodzącymi przejścia pomiędzy nawami o różnych wysokościach.

### Architektura świecka
Budowle świeckie to przede wszystkim reprezentacyjne pałace rozbudowane horyzontalnie, często z bocznymi skrzydłami tworzą plan w kształcie litery U. Barok ukształtował typ pałacu określany jako entre cour et jardin. Budowla była poprzedzona dziedzińcem, a za nim rozciągał się ogród i park o geometrycznie zaprojektowanych trawnikach, klombach, krzewach, skupiskach drzew. W ogrodach rozmieszczano niewielkie, ozdobne pawilony i altany. Pałac i jego otoczenie tworzą harmonijny zespół architektoniczny. Elewacje pałaców zdobiono nieco oszczędniej niż fasady kościołów. Elementem mocno rozbudowanym stały się klatki schodowe z rozdzielnymi biegami, czasem o zmieniającej się szerokości.
Zmiany w uzbrojeniu, udoskonalanie artylerii spowodowały już w okresie renesansu konieczność zastosowań innych rozwiązań w budowanych umocnieniach. Nowe fortyfikacje budowane są na dawniejszych przedmieściach. Mają one postać ziemnych umocnień chronionych początkowo bastejami, później wysuniętymi bastionami. Do geometrycznie zaplanowanych rozwiązań narysów fortyfikacyjnych dostosowywane są projekty przebiegu ulic, rozmieszczenia placów, zieleni. Kontynuowane są pomysły na plany miast idealnych, ale realizacja ich w istniejącej zabudowie należy do mało realnych przedsięwzięć.

## Najwybitniejsi przedstawiciele
- Giacomo Barozzi da Vignola
- Giovanni Lorenzo Bernini
- Francesco Borromini
- José Benito de Churriguera
- Kilian Ignaz Dientzenhofer
- Johann Bernhard Fischer von Erlach
- Domenico Fontana
- Guarino Guarini
- Jules Hardouin-Mansart
- Johann Lucas von Hildebrandt
- Georg Wenzeslaus von Knobelsdorff
- Baldassare Longhena
- Carlo Maderna
- François Mansart
- Johann Balthasar Neumann
- Matthäus Daniel Pöppelmann
- Jacob Prandauer
- Tylman z Gameren
- Christopher Wren
- Dominikus Zimmermann
- Jan Krzysztof Glaubitz (barok wileński)

## Przykłady dzieł
- budownictwo sakralne:
  - bazylika świętego Piotra w Rzymie
  - kościół San Carlo alle Quattro Fontane w Rzymie
  - kościół Santa Maria della Salute w Wenecji
  - kościół św. Karola Boromeusza w Wiedniu
  - Plac św. Piotra i portyk bazyliki św. Piotra, Schody Królewskie na Watykanie
  - kościół Opatrzności Bożej w Bielsku-Białej
  - kościół św. św. Piotra i Pawła w Krakowie
  - kościół Imienia Jezus we Wrocławiu
  - kościół św. Anny w Krakowie
  - Kolegiata Poznańska Matki Boskiej Nieustającej Pomocy i św. Marii Magdaleny (poznańska fara)
  - kościół pielgrzymkowy Vierzehnheiligen
  - kościół pielgrzymkowy w Wies
  - opactwo cystersów w Lubiążu
  - kościół św. Mikołaja w Pradze (Malá Strana)
  - kościół św. Gerwazego i Protazego w Paryżu
  - monaster Smolny
  - kościół św. Pryski w Taxco
- budownictwo świeckie:
  - pałac wersalski
  - Schönbrunn
  - pałac arcybiskupi w Würzburgu
  - Zwinger
  - pałac Nymphenburg
  - Pałac Krasińskich w Warszawie
  - Pałac Królewski w Casercie
  - Pałac w Wilanowie
  - zamek w Mikulovie
  - Plac Navona z Fontanną Czterech Rzek
  - Fontanna di Trevi
  - Schody Hiszpańskie
  - Pałac w Radzyniu Podlaskim
  - Collegium Maximum Uniwersytetu Wrocławskiego
  - Sorbona
  - Blenheim Palace